# Sint-Pieterspoort (Maastricht)
De Sint-Pieterspoort was een stadspoort in de Nederlandse stad Maastricht. De poort was onderdeel van de tweede middeleeuwse stadsomsluiting. Ze was gelegen aan het einde van de Sint Pieterstraat, waar ze de toegang vormde tot de stad vanuit het zuiden (Sint Pieter, Luik). De oorspronkelijke poort dateerde uit het einde van de 13e of het begin van de 14e eeuw, maar werd in de loop der eeuwen diverse malen vernieuwd. Vanaf de 17e eeuw raakte de poort aan de veldzijde deels aan het oog onttrokken door de uitbreiding van de buitenwerken. De poort werd in april 1869 gesloopt.

## Bouw tweede enceinte en Sint-Pieterspoort
Nadat de eerste stadsmuur uit het tweede kwart van de dertiende eeuw al na enkele decennia te krap bleek, besloot men vanaf circa 1294 de langs de uitvalswegen ontstane voorsteden binnen een nieuw te bouwen enceinte (stadsomsluiting) te brengen. De nieuwe omsluiting werd in 1380 in gebruik genomen, hoewel er nog tot circa 1500 aan gebouwd werd. De tweede stadsmuur op de linker Maasoever had een lengte van 4,4 km, inclusief ca. 900 m van de eerste muur, voornamelijk langs de Maas. De hoogte varieerde van 6 tot 9 m. Er kwamen vijf nieuwe land- of veldpoorten en twee waterpoorten. Daarnaast bleven de bestaande Maaspoorten in functie, en tot aan het einde van de 15e eeuw ook de Helpoort.
Tot 1380 vormde de Minderbroederspoort of Oude Sint-Pieterspoort, gelegen in de Sint Pieterstraat tussen het Eerste Minderbroedersklooster en het Lang Grachtje, de zuidelijke toegang tot de stad, samen met de Helpoort, die tot eind 15e eeuw in gebruik bleef. Vermoedelijk werd de Nieuwe of Buitenste Sint-Pieterspoort omstreeks 1298 gebouwd, voor het eerst vermeld als "die porte van Sint-Pieter" in 1377.
De poort was aanvankelijk een eenvoudig rechthoekig bouwwerk. In de eerste helft van de 15e eeuw werd dit uitgebreid met ronde torens. Rond 1480 werd de poort versterkt met zware balken. De poort lag in het tweeherige Maastricht op Luiks grondgebied (Sint Pieter) en werd om die reden aangeduid als "die porte van Sint-Peter", alhoewel ook soms de benaming Buitenste Aldenhofpoort werd gebruikt.

## Uitbouw van de vesting en inkapseling Sint-Pieterspoort
Door de veranderde oorlogsvoering en de als gevolg daarvan gestaag uitdijende buitenwerken, raakten de stadspoorten vanaf eind 15e eeuw steeds meer ingekapseld. Omstreeks 1551 werd de Sint-Pieterspoort gemoderniseerd en uitgebouwd tot een barbacane met vier torens en een buitengracht. Twee torens werden ingekort en volgestort met aarde, zodat deze als bolwerk voor het geschut gebruikt konden worden. De binnenpoort bezat een bovenbouw, die als provoost (militaire gevangenis) dienst deed. Ook de nieuwe westelijke toren deed als zodanig dienst. Het bouwwerk moet op reizigers veel indruk hebben gemaakt. In de 18e eeuw werden de vestingwerken verder uitgebreid en werden buiten de Sint-Pieterspoort diverse bastions en lunetten bijgebouwd, onder andere de avance (bastion) La Rive, waarop het buitenwachthuis van de poort stond. De grachten in deze zogenaamde Lage Fronten waren niet permanent gevuld met water, maar konden door afdamming van de Jeker wel onder water gezet worden. Op de Franse maquette van Maastricht uit het midden van de 18e eeuw is de inkapseling van de Sint-Pieterspoort goed te zien. In 1819-'20 werd de bovenbouw van de poort gesloopt en kreeg de poort een neoclassicistisch uiterlijk (zie foto Weijnen).

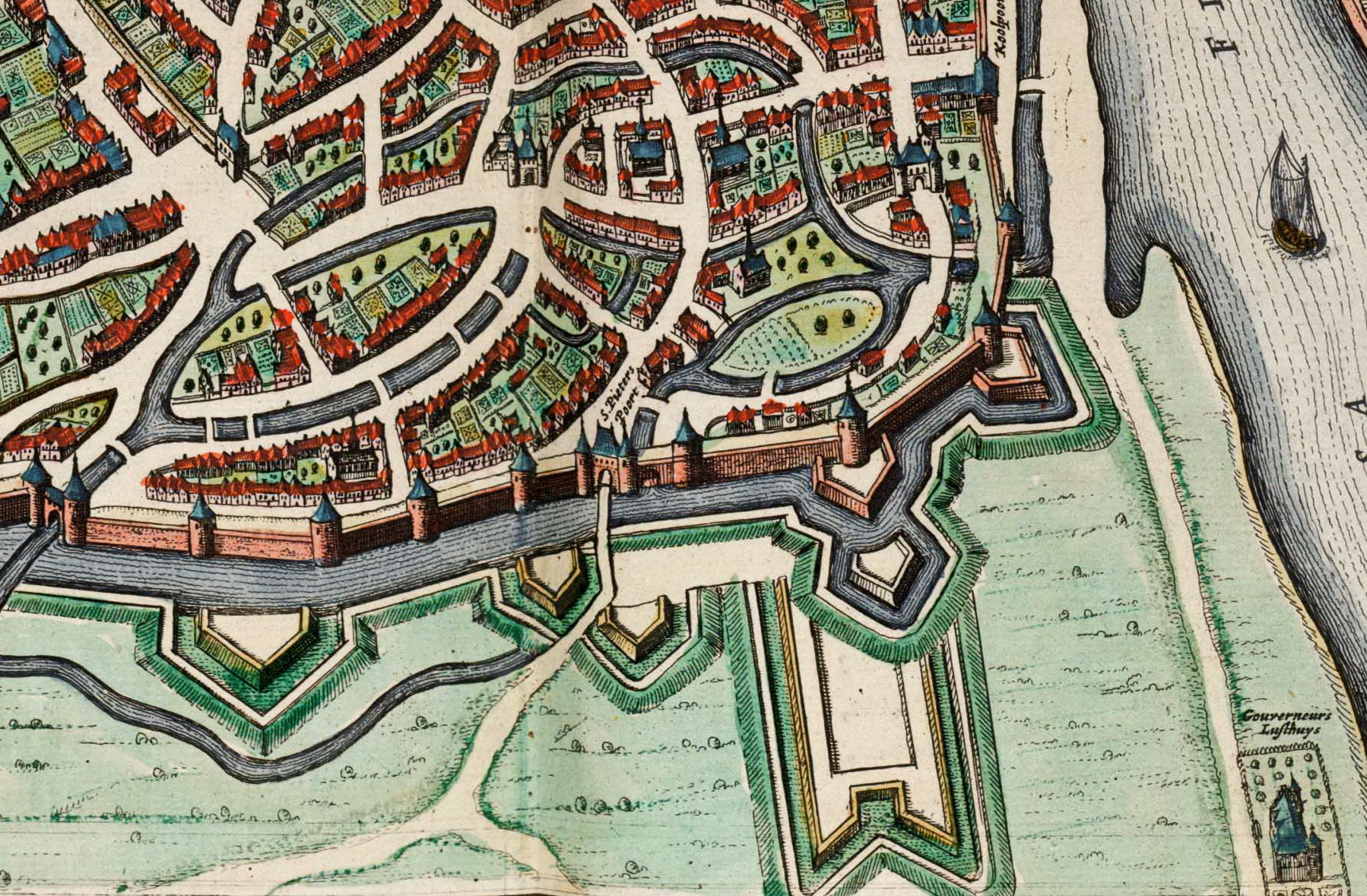
Omgeving St-Pieterspoort (Atlas van Blaeu, 1652)
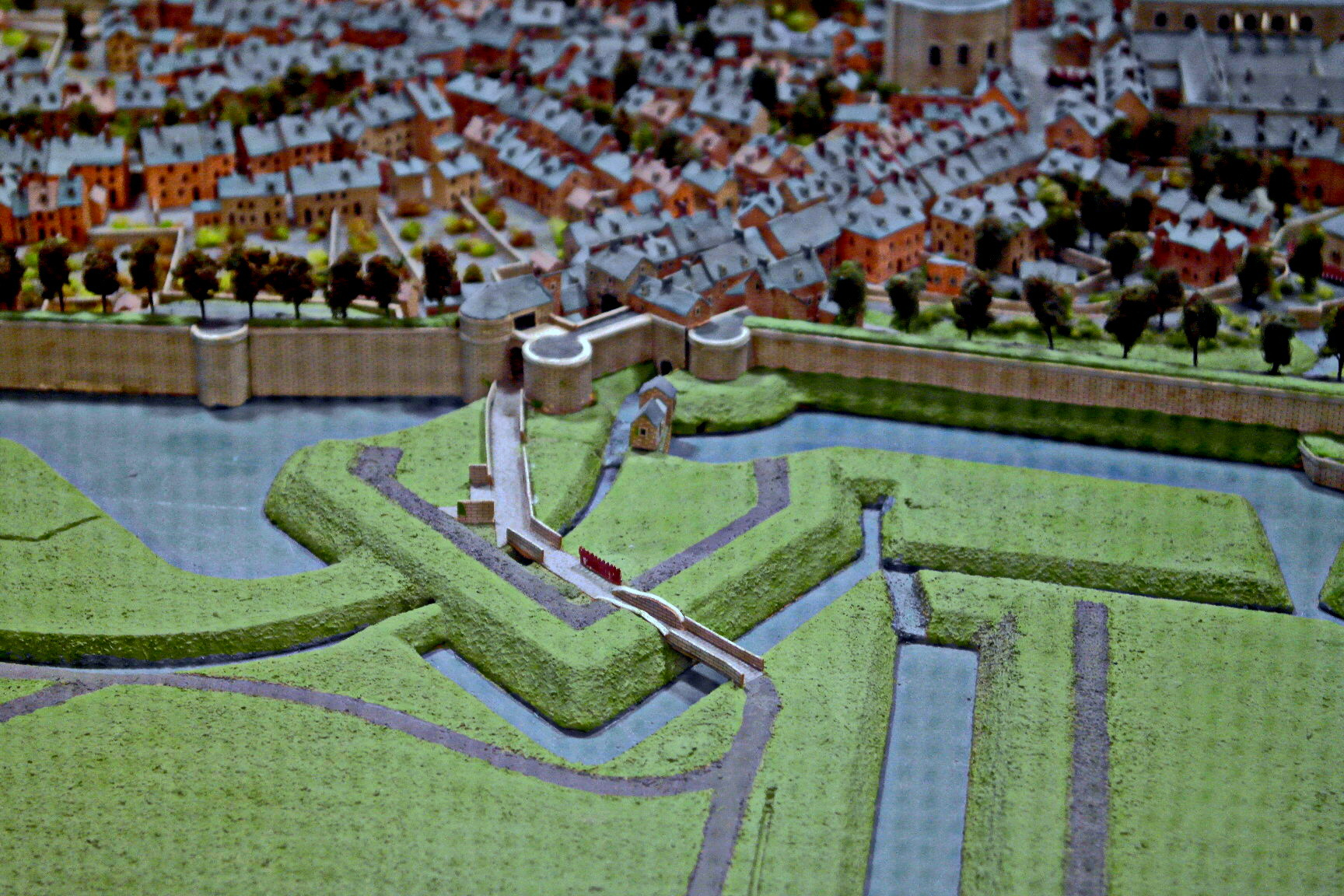
St-Pieterspoort met avance La Rive en grachten, ca. 1750
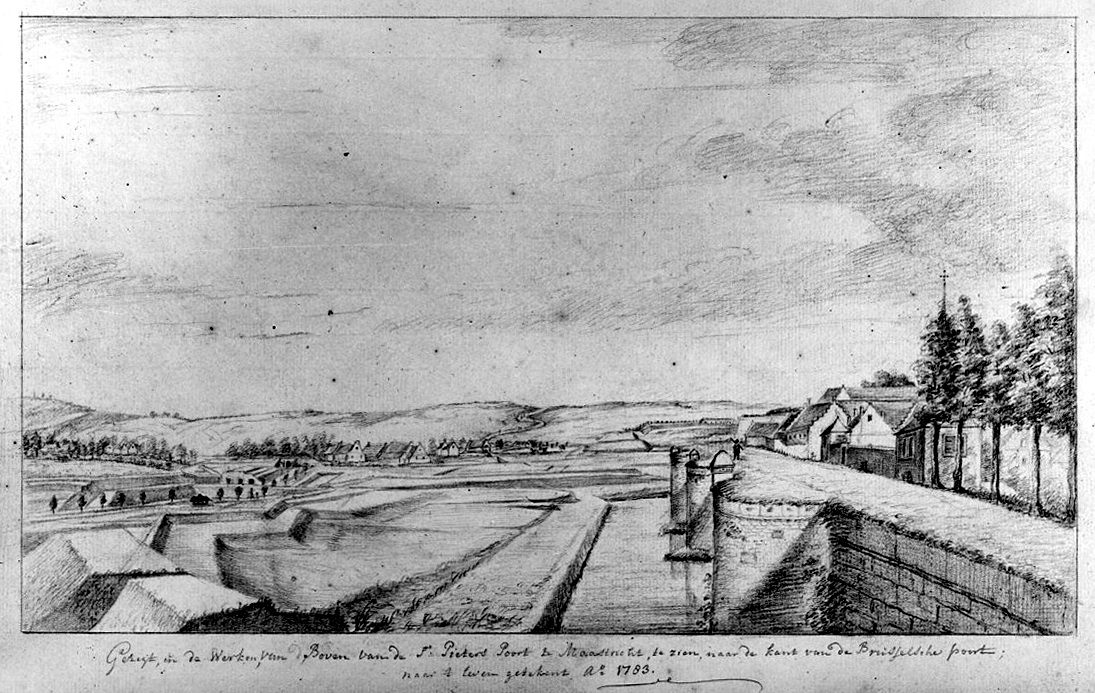
Zicht naar het westen vanaf St-Pieterspoort (1783)
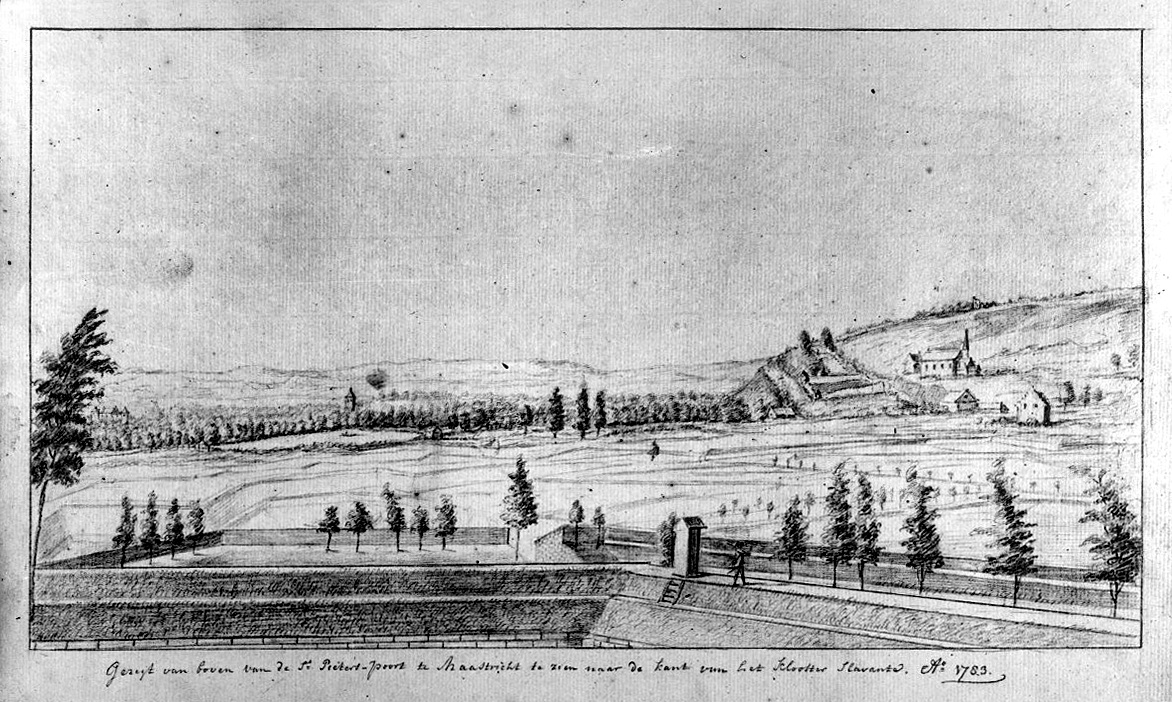
Zicht op Slavante vanaf St-Pieterspoort (1783)

## Ontmanteling vesting en sloop Sint-Pieterspoort

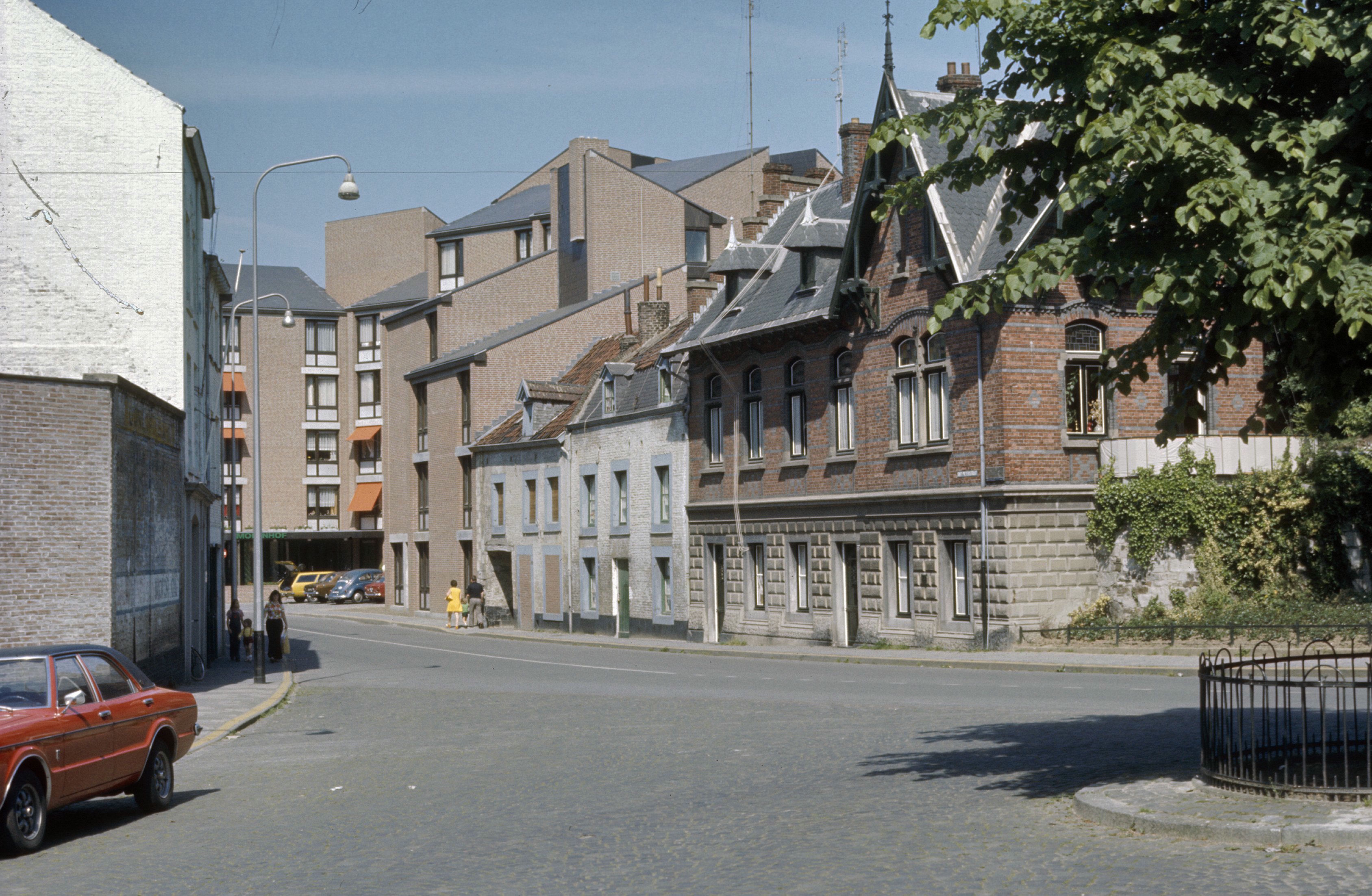
Locatie van de voormalige poort

Op 29 mei 1867 ondertekende koning Willem III der Nederlanden, na lang aandringen van onder andere de gemeente Maastricht, het besluit tot opheffing van de vestingstatus van Maastricht, Venlo, Bergen op Zoom, Vlissingen en enkele andere vestingen. In de jaren daarna werden de meeste buitenwerken en een groot deel van de middeleeuwse stadsmuur in opdracht van het Ministerie van Oorlog ontmanteld, waarna de gronden werden overgedragen aan de Dienst der Registratie en Domeinen voor verdere sloop en herbestemming. De stadspoorten van Maastricht vielen onder de zeggenschap van het gemeentebestuur, dat ze tussen 1867 en 1870 liet slopen, de Sint-Pieterspoort in april 1869. Alleen de oudste – de Helpoort in de eerste stadsmuur – bleef gespaard, omdat zij geen obstakel vormde voor het stedelijk verkeer. Het terrein van de Sint-Pieterspoort en omliggende vestingwerken werd geveild en deels ingericht als park, deels ten behoeve van de verkeersinfrastructuur.
De ontmanteling van de vesting Maastricht werd door de meeste tijdgenoten gezien als het begin van een periode van grotere welvaart. Tegen de afbraak van de eeuwenoude stadspoorten rees dan ook nauwelijks protest. Bij de start van de afbraak van de Tongersepoort in december 1867 was geen enkele bepaling opgenomen over documentatie en oudheden. Door toedoen van de kunstenaar en oudheidkundige Alexander Schaepkens, in 1863 medeoprichter en eerste voorzitter van Limburgs Geschied- en Oudheidkundig Genootschap, en de jonge Victor de Stuers, grondlegger van de monumentenzorg in Nederland, werd bij de sloopbestekken van de andere poorten bepaald dat gedetailleerde tekeningen en foto's gemaakt moesten worden. De tekenaar Johannes Brabant (1806-1886) maakte in opdracht van het Geschied- en Oudheidkundig Genootschap schetsen van met name de vestingwerken, en de fotograaf Theodor Weijnen (1835-1904) in opdracht van de aannemers foto's van de te slopen stadspoorten en -muren.

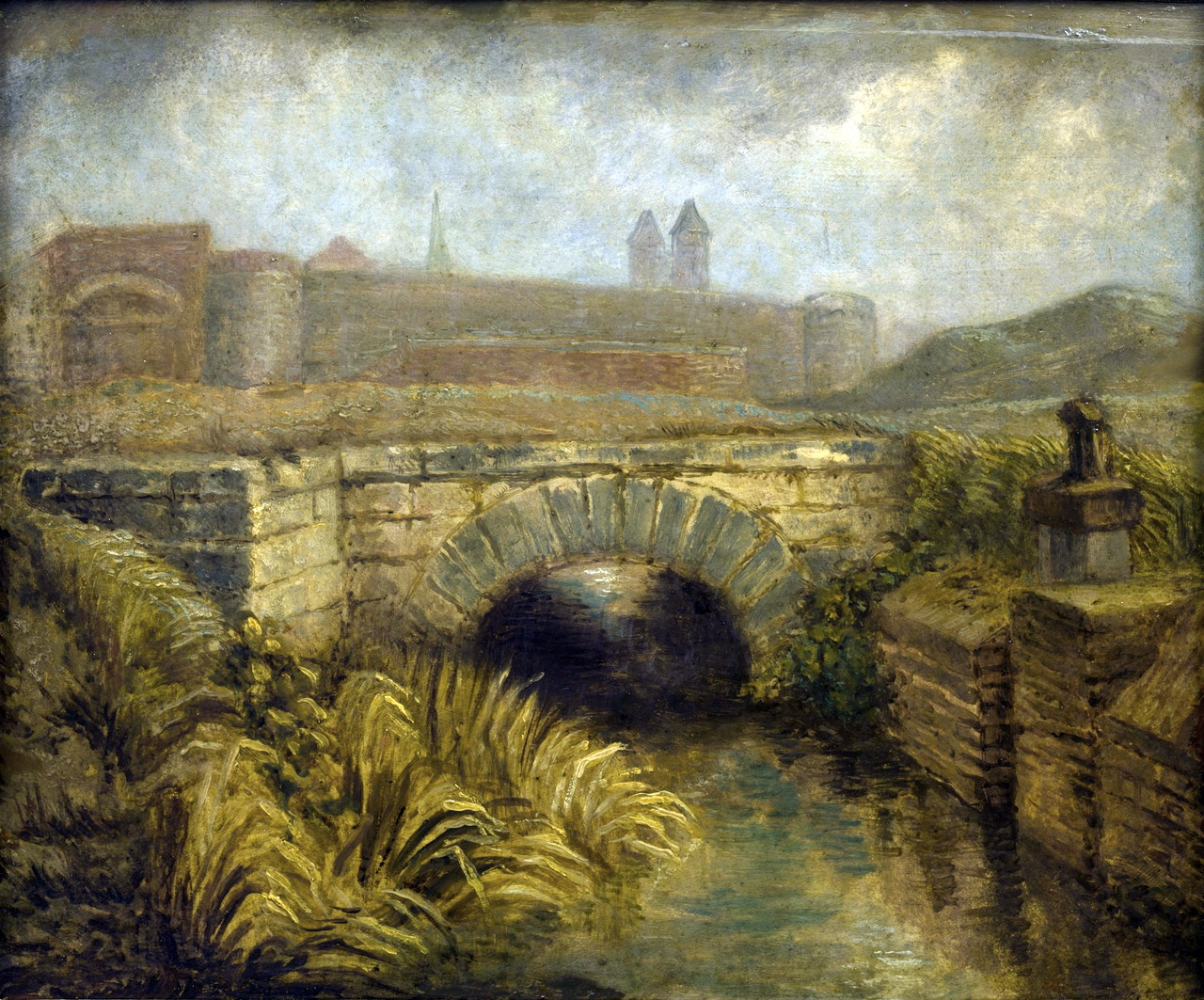
Jekerbrug bij de poort (A. Schaepkens, ca. 1860?)
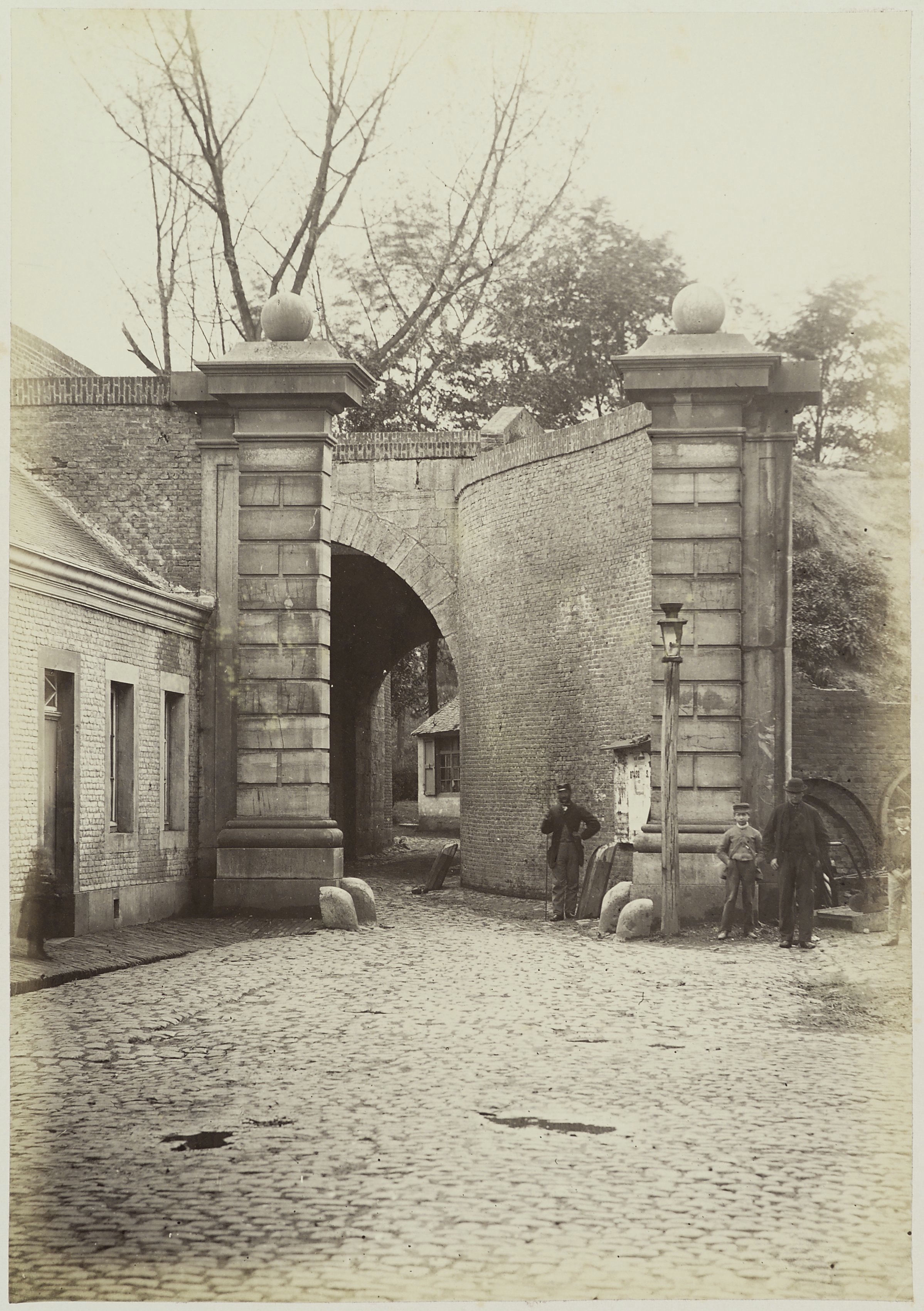
Stadszijde poort (Th. Weijnen, april 1869)
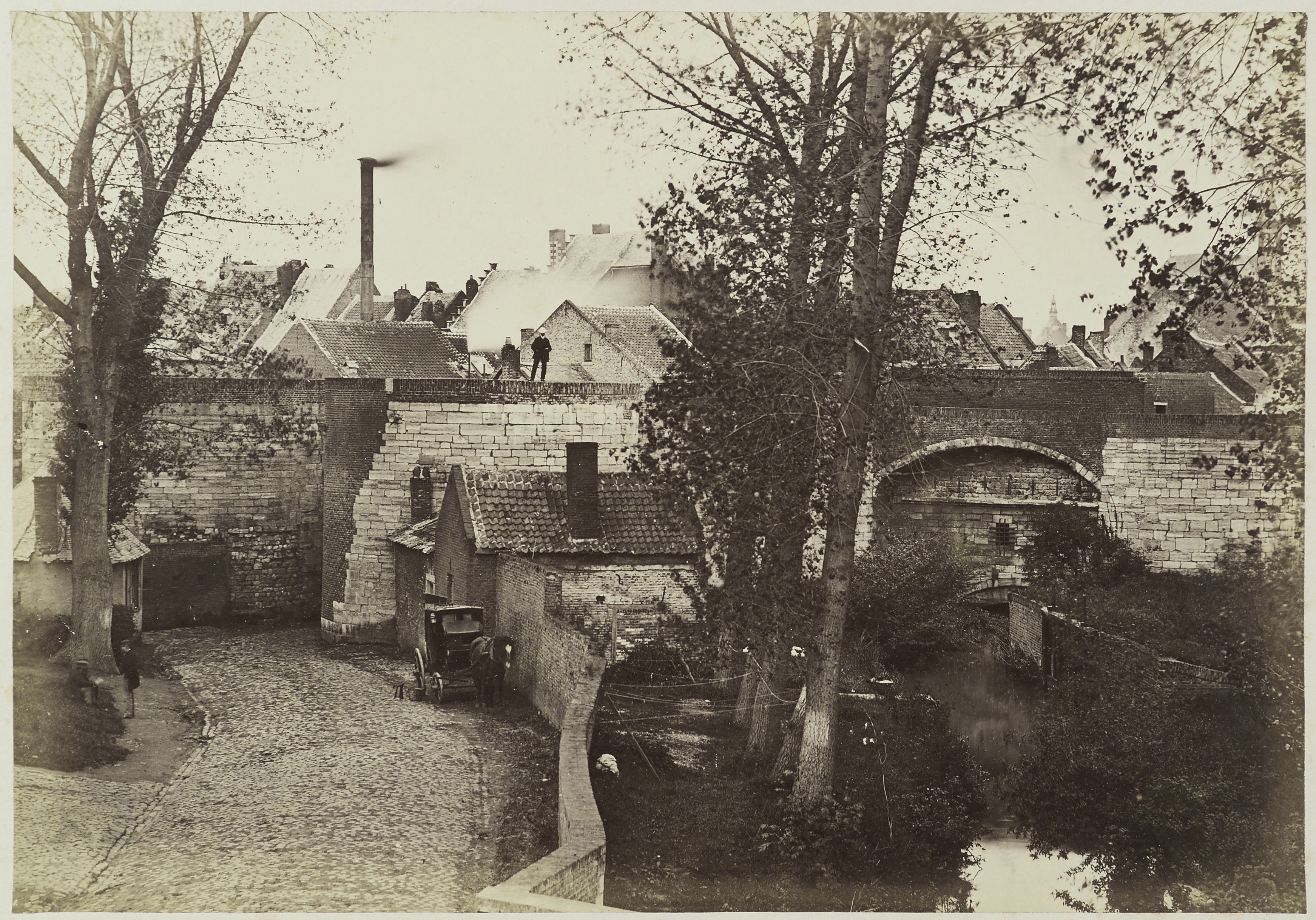
Veldzijde poort (Th. Weijnen, april 1869)
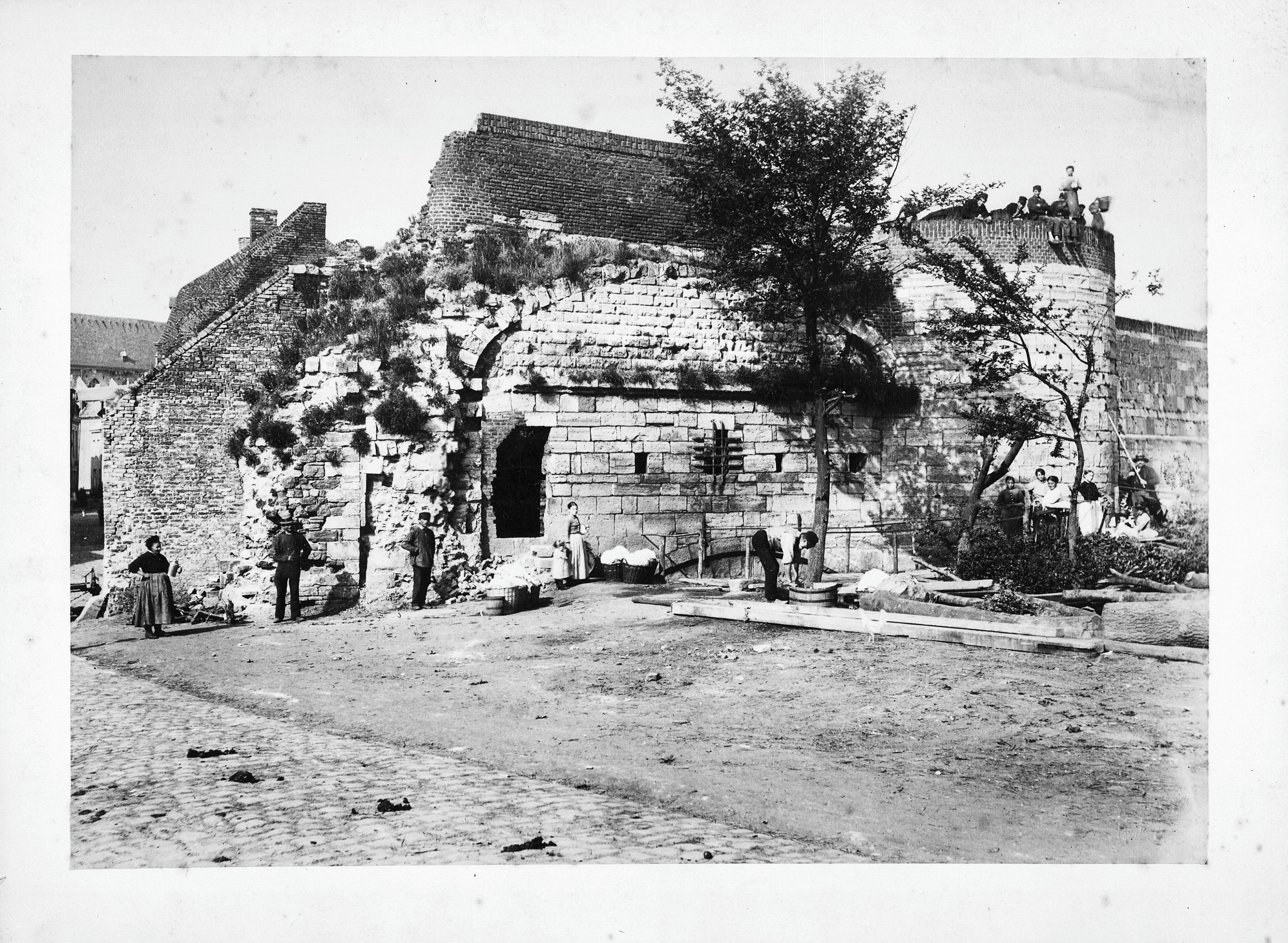
Deels gesloopte poort (na 1869)

## Historische en culturele erfenis
Van de Sint-Pieterspoort is niets overgebleven, op enkele sleutels na. Wel is het in de 18e eeuw naast de poort gebouwde binnenwachthuis in sterk gewijzigde vorm bewaard gebleven. Het was oorspronkelijk een laag gebouw, dat omstreeks 1900, lang na de sloop van de poort, van een tweede bouwlaag werd voorzien. Volgens een plaatselijke mythe werd in een kluisje in de muur van het wachthuis de sleutel van de stadspoort bewaard. Het betrof echter een soort prikklok. Het voormalige wachthuis is een rijksmonument. Van de naast het wachthuis gelegen waterpoort, waar een Jekertak de stad binnenstroomt, bestaat nog het onderste gedeelte. Het bovendeel en een aangrenzende muurtoren, beide onderdeel van de Nieuwstadfortificaties, werden in 1884 gesloopt. Bij de bouw van het bejaardenhuis Molenhof in 1970 kwamen delen van de stadsmuur tevoorschijn, die vóór de bouw van de Nieuwstadfortificaties het verbindingsstuk vormde tussen de Sint-Pieterspoort en de Pater Vincktoren.

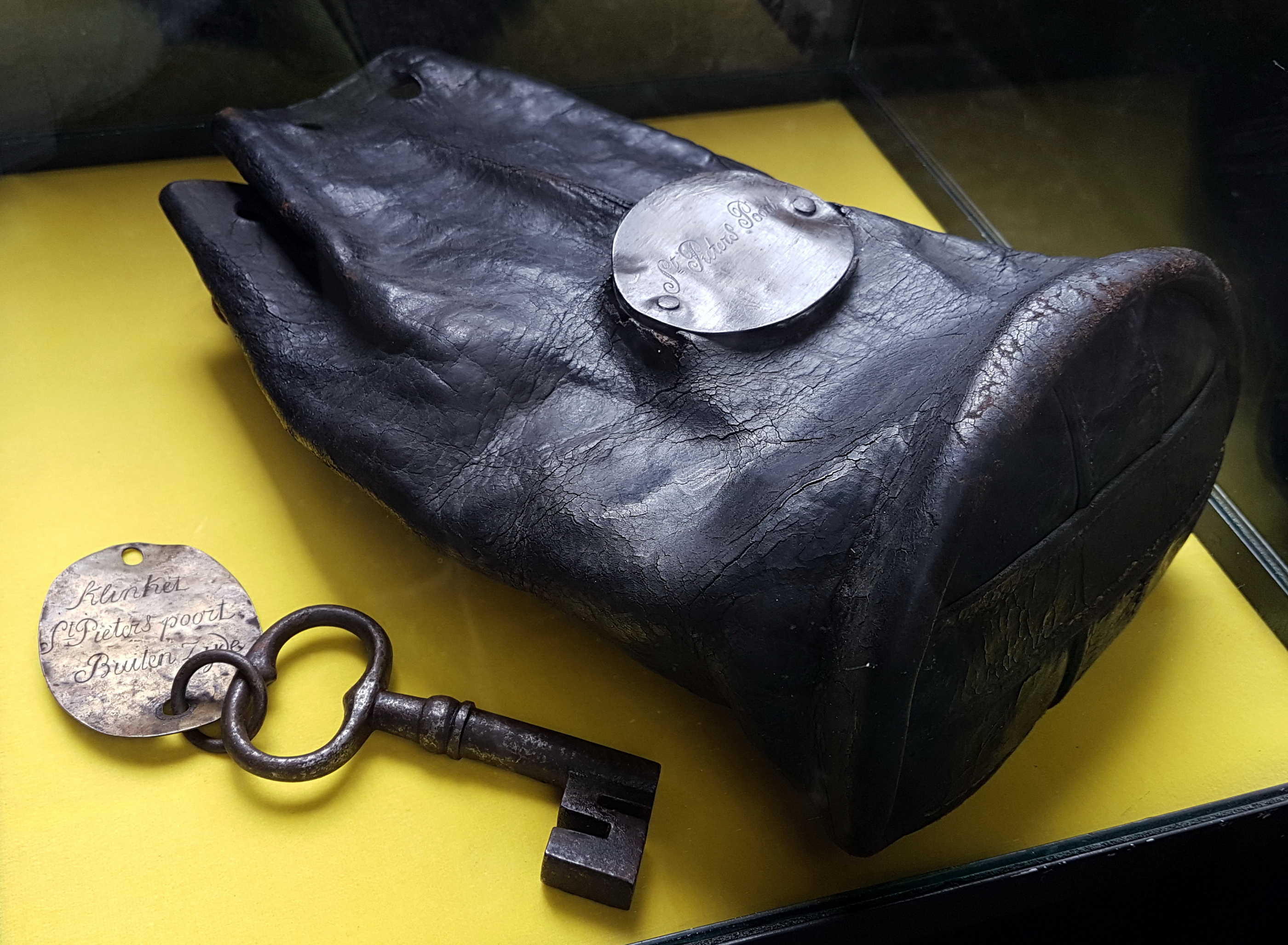
Sleutel van de Sint-Pietersbuitenpoort
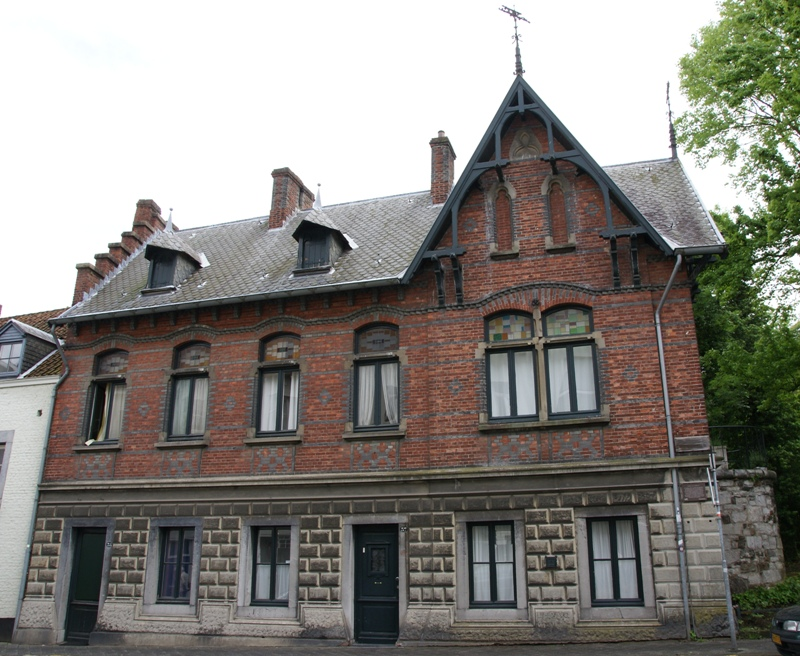
Sterk gewijzigd wachthuis van de Sint-Pieterspoort
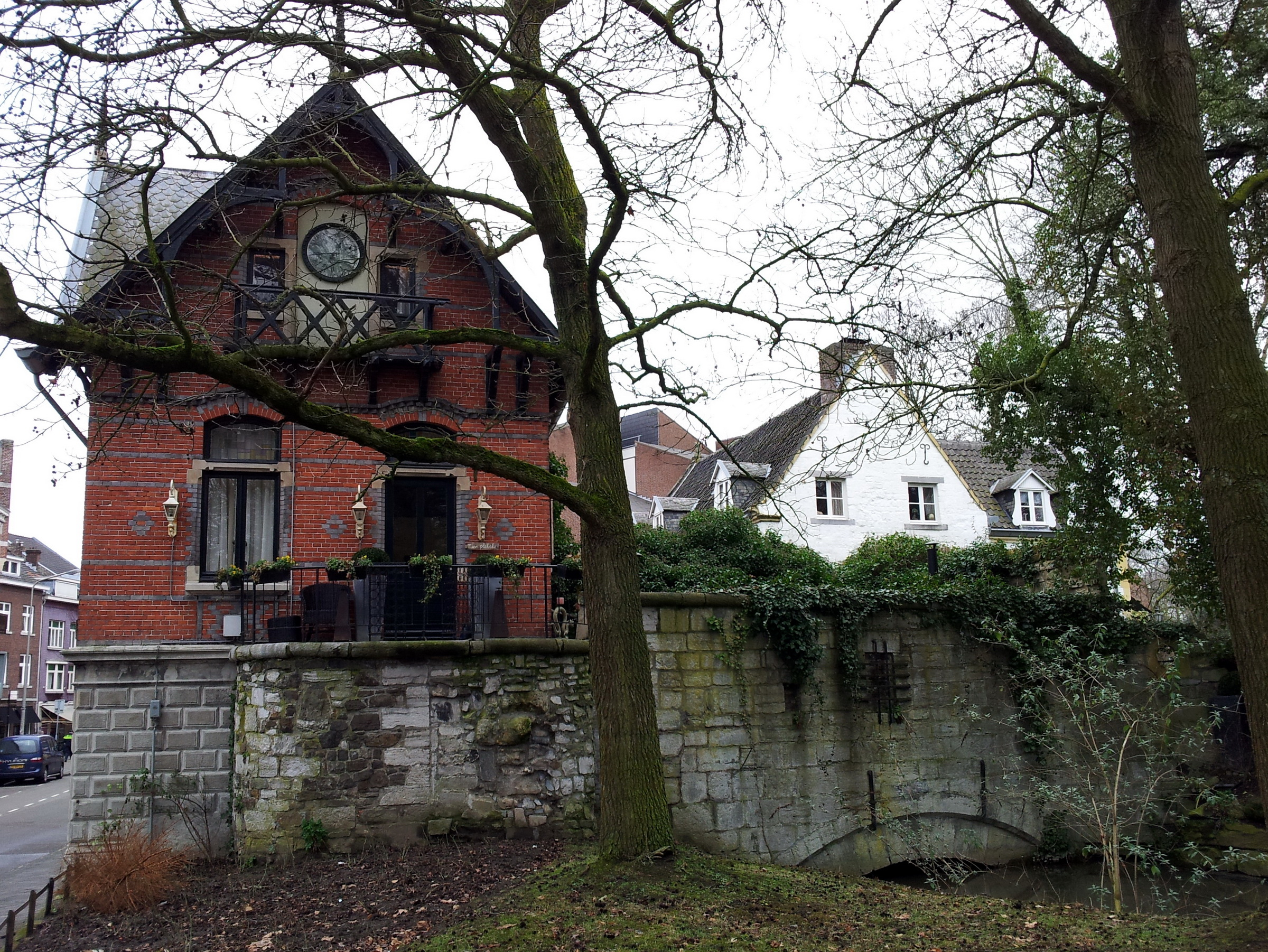
Idem, zijgevel, met waterpoort bij de Sint-Pieterspoort (rechts)
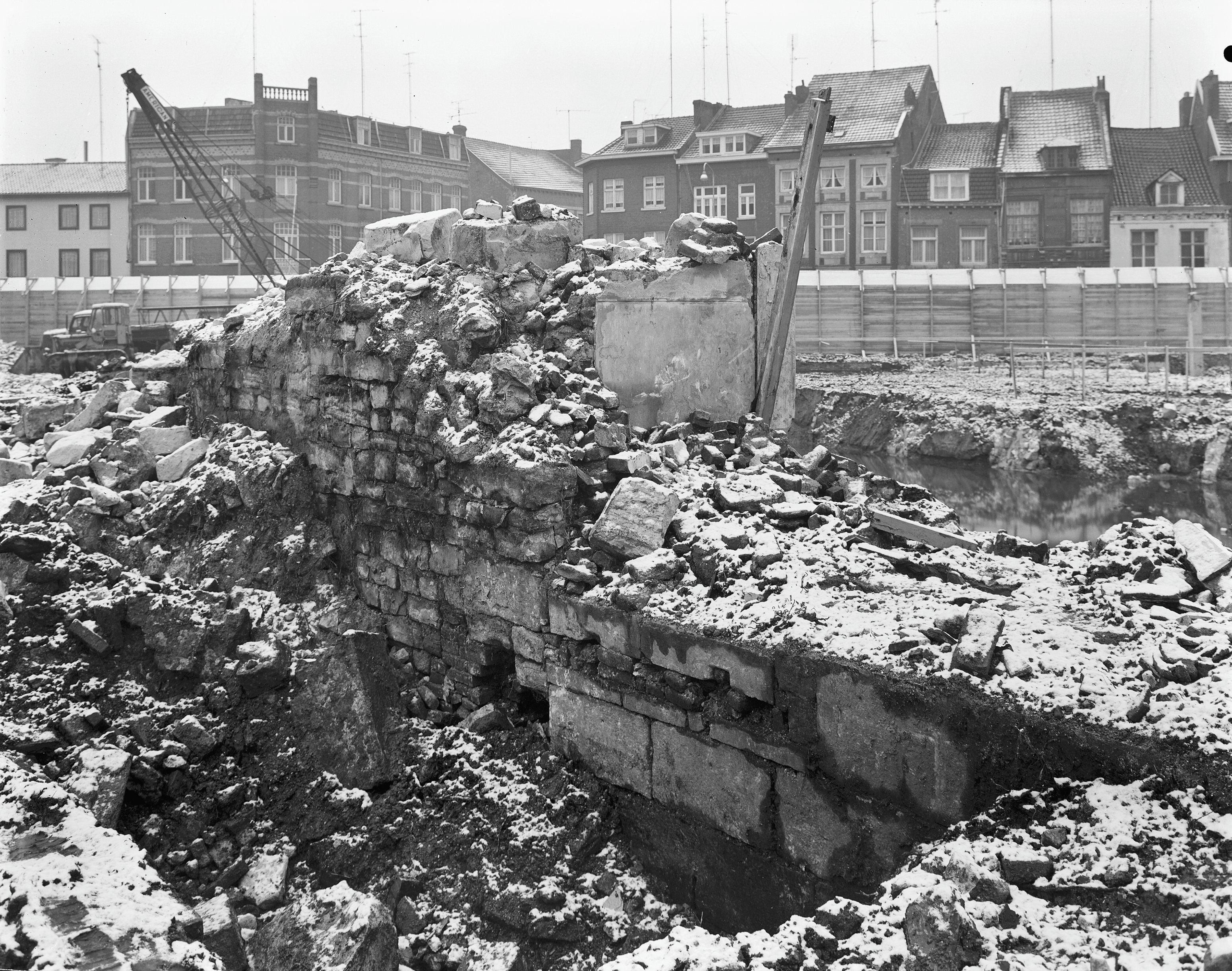
Opgraving stadsmuur op bouwterrein Molenhof (1970)